# Eddie Roosnek
Eddie Roosnek – holenderski brydżysta.

## Wyniki brydżowe

### Zawody europejskie
W europejskich zawodach zdobył następujące lokaty:
| Zawody europejskie. Konkurencja teamów | Zawody europejskie. Konkurencja teamów | Zawody europejskie. Konkurencja teamów  | Zawody europejskie. Konkurencja teamów | Zawody europejskie. Konkurencja teamów | Zawody europejskie. Konkurencja teamów |
| Rok                                    | Miejsce                                | Zawody                                  | Kategoria                              | Drużyna                                | Pozycja                                |
| -------------------------------------- | -------------------------------------- | --------------------------------------- | -------------------------------------- | -------------------------------------- | -------------------------------------- |
| 1985                                   | Salsomaggiore                          | 37 Mistrzostwa Europy Teamów            | Open                                   | Netherlands                            | 7                                      |
| 1983                                   | Wiesbaden                              | 36 Mistrzostwa Europy Teamów            | Open                                   | Netherlands                            | 4                                      |
| 1981                                   | Birmingham                             | 35 Mistrzostwa Europy Teamów            | Open                                   | Netherlands                            | 12                                     |
| 1976                                   | Lund                                   | 5 Młodzieżowe Mistrzostwa Europy Teamów | Juniorzy                               | Netherlands                            | 3                                      |